# Сунце се поново рађа
Сунце се поново рађа је први роман Ернеста Хемингвеја. Први тираж је издала издавачке куће  22. октобра 1926. година са 5.090 примерака. Сматра се за његово најбоље дело.

## Издавање
Током 1925. и почетка 1926. године, Ернест Хемингвеј је имао уговор о праву пречег издавања за издавање његове три дела са издавачком кућом Boni & Liveright, по којем је морао да објави роман, с тим да ће уговор бити раскинут, ако један од та три дела буду одбијена. То се управо десило у јануару 1926. године са његовом новелом Пролетње бујице. Наводно је Хемингвеј намерно написао Пролетњу бујицу, у року од 10 дана, да би била одбијена за издавање да би потписао уговор о издавању са издавачком кућом Charles Scribner's Sons, што Хемингвеј негира.
Први тираж је издала издавачке куће  22. октобра 1926. година са 5.090 примерака, други тираж је штампан већ два месеца касније са 7.000 продатих примерака, да би 1928. године био одштампан осми тираж. По извештају из 1987. године, роман је у сталном штампању од првог дана.